# San Martín (Mendoza)
San Martín è una città dell'Argentina, capoluogo dell'omonimo dipartimento della provincia di Mendoza.
Forma con la vicina cittadina di La Colonia un unico agglomerato urbano. Situata all'interno di una delle più importanti regioni vitivinicole dell'Argentina la cittadina basa la sua economia appunto sulla viticoltura, al punto di essere la località della provincia di Mendoza con il maggior numero di vigneti e cantine.

## Geografia
San Martín è situata in una pianura ai piedi delle Ande, a 45 km a sud-est di Mendoza.

## Toponomastica
La città assunse la denominazione attuale nel 823 in omaggio al generale José de San Martín che aveva promosso lo sviluppo dell'insediamento.

## Storia
I primi abitanti dell'area dove sorge l'attuale cittadina furono gli Huarpe Milkayak. Il territorio fu governato dal capo tribale Pallamay fino al 1563, quando arrivarono i primi europei sotto il comando del capitano Pedro Moyano Cornejo. La zona iniziò a svilupparsi durante la guerra d'indipendenza argentina, quando José de San Martín comprò diversi terreni nella zona e ne incoraggiò l'insediamento e lo sviluppo in vista della sua campagna con l'Esercito delle Ande.
L'insediamento stava già prendendo forma quando il 20 dicembre 1816 il governatore di Mendoza Toribio de Luzuriaga la fondò ufficialmente con il nome di Villa Nueva de los Barreales, a cui lo stesso Luzuriaga aggiunse "de San Martín" nei suoi discorsi e nella sua corrispondenza quotidiana. Solo sette anni dopo, con un decreto del governatore Pedro Molina, la città divenne la prima di una serie infinita di località, argentine e non solo, che avrebbero reso omaggio al generale dedicandogli il proprio toponimo. 
Di fondamentale importanza per lo sviluppo della località fu l'arrivo della ferrovia nel 1885 che consentì l'afflusso di immigrati italiani e spagnoli. Con la costruzione delle officine ferroviarie nella vicina Palmira, San Martín divenne una delle stazioni ferroviarie più importanti del Paese. Nella metà del XX secolo, il completamento della strada nazionale 7 che collega Buenos Aires con Mendoza e Santiago del Cile collocò San Martin nuovamente in un luogo strategico per le comunicazioni.

## Cultura

### Istruzione

#### Musei
- Museo Storico Municipale Las Las Bóvedas

## Infrastrutture e trasporti

### Strade
La principale via d'accesso a San Martín è la strada nazionale 7 che unisce Buenos Aires a Mendoza e alla frontiera cilena.